# 聶斯托留十字架

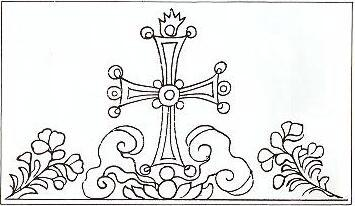
唐朝大秦景教流行中國碑上的十字架。

聶斯托留十字架（英語：Nestorian cross），即景教十字架，是一種源自歷史上的東方教會及今日的東方亞述教會的十字架。聶斯托留十字架的基本外形比較類似馬爾他十字，十字架橫臂的左右兩側邊各有三珠裝飾，頂部裝飾兩珠，底部則只有一珠，這九顆珠象徵教會內的九級事工。頂部兩珠之間飾有王冠，王冠的三個尖頭象徵三位一體。
東方教會於唐朝時傳入中國被稱為景教，十字架的造型漸漸被簡化並吸收東亞藝術風格，比如在十字架之下有一朵蓮花，蓮花兩側以祥雲襯托，祥雲左右又加刻花束。根據目前發現的景教藝術來看，唐時初入中國的景教十字架與亞述教會十字架還頗為相同，大秦景教流行中國碑上刻畫的十字架雖然加入了蓮台祥雲圖紋，但也保留了九顆珠子的裝飾，只是將頂部的王冠改為火焰紋樣。而元朝時的景教十字架已不再有九珠和王冠等裝飾，但保留了蓮台和祥雲。

## 圖庫

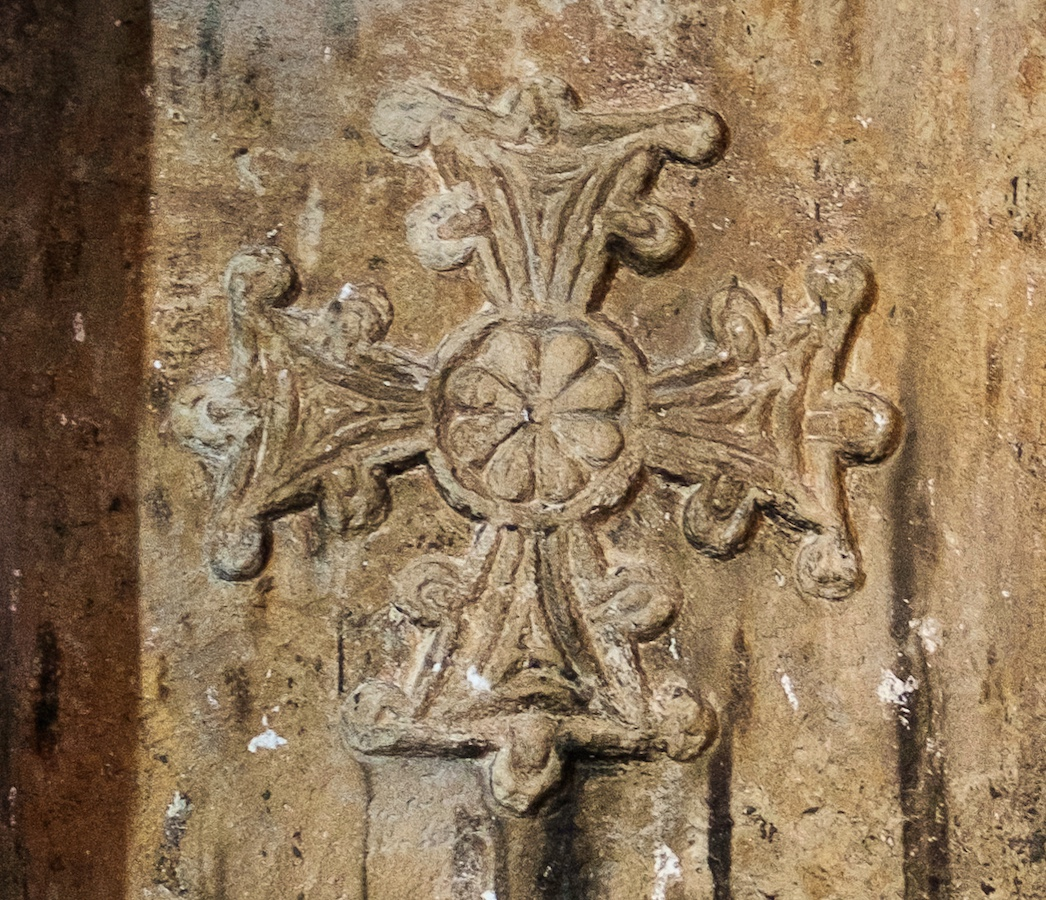
拉賓·何密茲修道院（英语：Rabban Hormizd Monastery）內的十字架浮雕，是典型的東方教會十字架
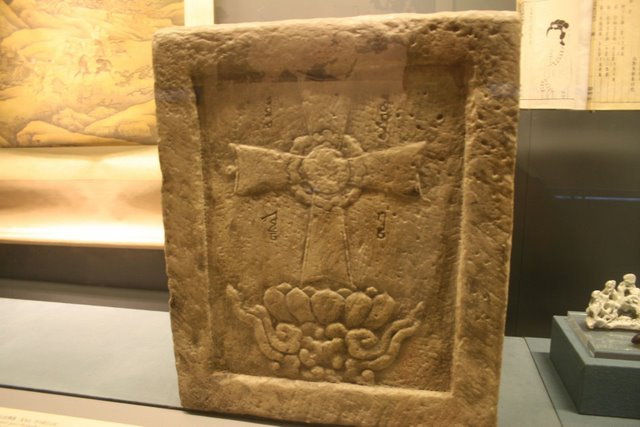
十字寺出土的元朝石刻景教十字架
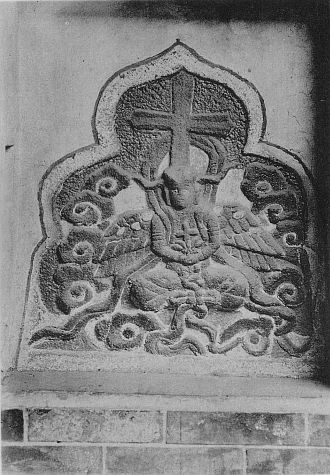
泉州景教四翼天使像頭頂十字架，手持十字蓮花
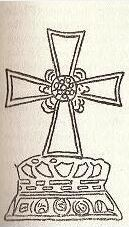
北京十字寺发现的十字架
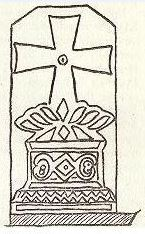
於南安發現的景教十字架
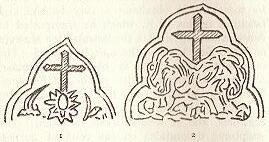
北京十字寺发现的的景教十字架
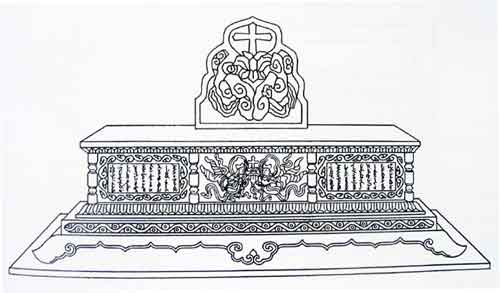
祭壇式景教墓碑上的十字蓮花
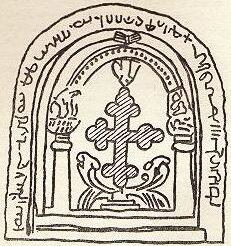
印度的聖多馬基督徒十字架（英语：Saint Thomas Christian cross），也稱波斯十字架
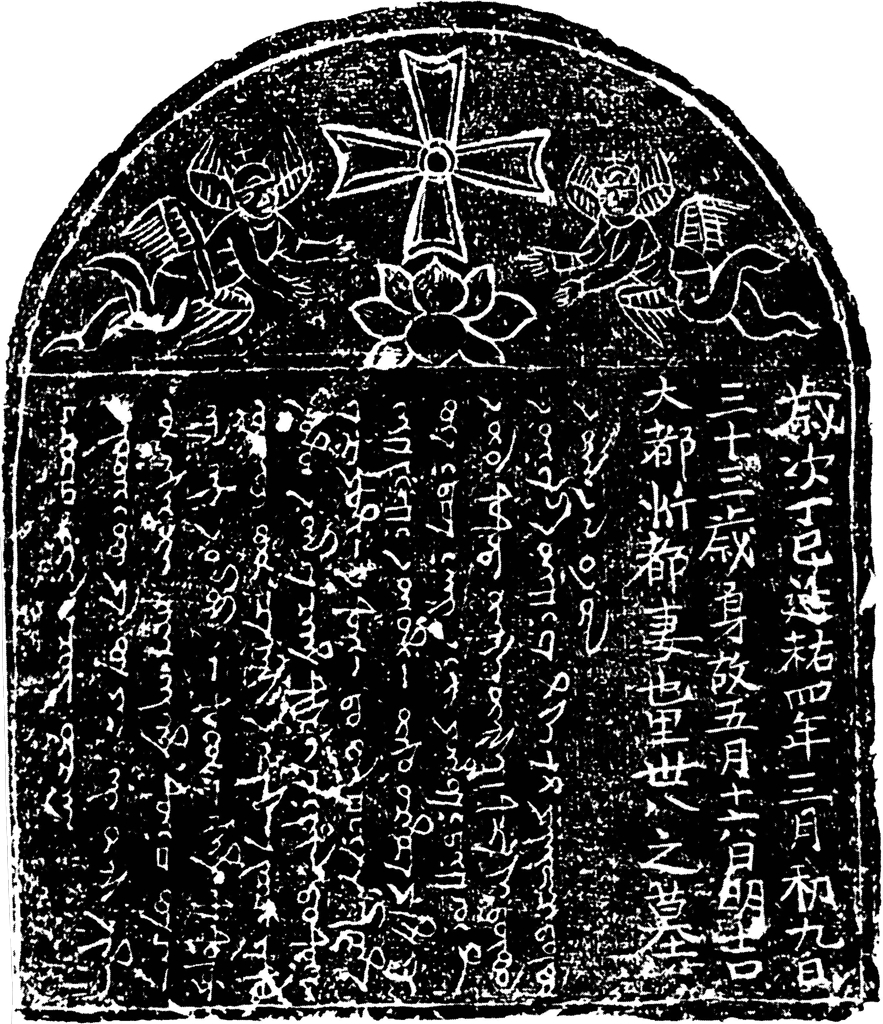
於揚州發現的元朝景教墓碑拓片，上有十字蓮花標誌

## 外部連結
- 圖片：唐朝景教鍍金銅十架 （页面存档备份，存于）